# Matinangarches bagus
Matinangarches bagus är en stekelart som beskrevs av Heinrich 1934. Matinangarches bagus ingår i släktet Matinangarches och familjen brokparasitsteklar. Inga underarter finns listade i Catalogue of Life.